# 木村光彦
木村 光彦（きむら みつひこ、1951年 - ）は、日本の経済学者。専門は、開発経済学・東アジア経済。神戸大学大学院国際協力研究科教授、青山学院大学国際政治経済学部国際経済学科教授を経て、青山学院大学名誉教授。

## 人物・経歴
東京都で財政学者木村元一（一橋大学経済学部教授）の三男として生まれる。1974年北海道大学経済学部卒業。1979年大阪大学大学院経済学研究科博士後期課程単位取得満期退学。専門は開発経済学、東アジア経済で、1989年論文「近代朝鮮経済の研究」で大阪大学より経済学博士の学位を取得。
1979年大阪大学経済学部助手。1981年名古屋学院大学経済学部専任講師。1985年名古屋学院大学経済学部助教授。1992年帝塚山大学経済学部教授。1995年神戸大学大学院国際協力研究科教授。1999年青山学院大学国際政治経済学部国際経済学科教授。2020年青山学院大学名誉教授。

## 著書
- 『植民地下台湾,朝鮮の民族工業』名古屋学院大学産業科学研究所 1981年
- "North Korean industry, 1946-50"一橋大学経済研究所 1997年
- 『北朝鮮経済の分析方法:文献と統計』一橋大学経済研究所 1998年
- 『北朝鮮農業の分析 : 1960-70年代の非数量データを中心に』一橋大学経済研究所 1998年
- 『1945-50年の北朝鮮財政資料』一橋大学経済研究所 1999年
- 『北朝鮮の経済 : 起源・形成・崩壊』創文社 1999年
- 『1945-48年の北朝鮮産業資料』一橋大学経済研究所 2000年
- 『북한의 경제 : 기원･형성･붕괴』혜안 2001年
- 『1945-50年北朝鮮経済資料集成』（鄭在貞と共編）東亜経済研究所 2001年
- 『北朝鮮の軍事工業化 : 帝国の戦争から金日成の戦争へ』（安部桂司と共著）知泉書館 2003年
- 『戦後日朝関係の研究 : 対日工作と物資調達』（安部桂司と共著）知泉書館 2008年
- 『旧ソ連の北朝鮮経済資料集 : 1946-1965年』（編訳）知泉書館 2011年
- 『北朝鮮経済史 : 1910-60』知泉書館 2016年
- 『日本統治下の朝鮮 : 統計と実証研究は何を語るか』中公新書 2018年
- 『THE ECONOMICS OF COLONIALISM IN KOREA : Rethinking Japanese Rule and Aftermath : 日本統治下の朝鮮:統計と実証研究は何を語るか』出版文化産業振興財団 2021年
- 『歴史の呪縛を解く : 日本とコリア、そしてチャイナの近現代』論創社 2022年

## 監修
- 木村元一著『少壮経済学者の戦時日記』2021年